# Prostituzione sacra

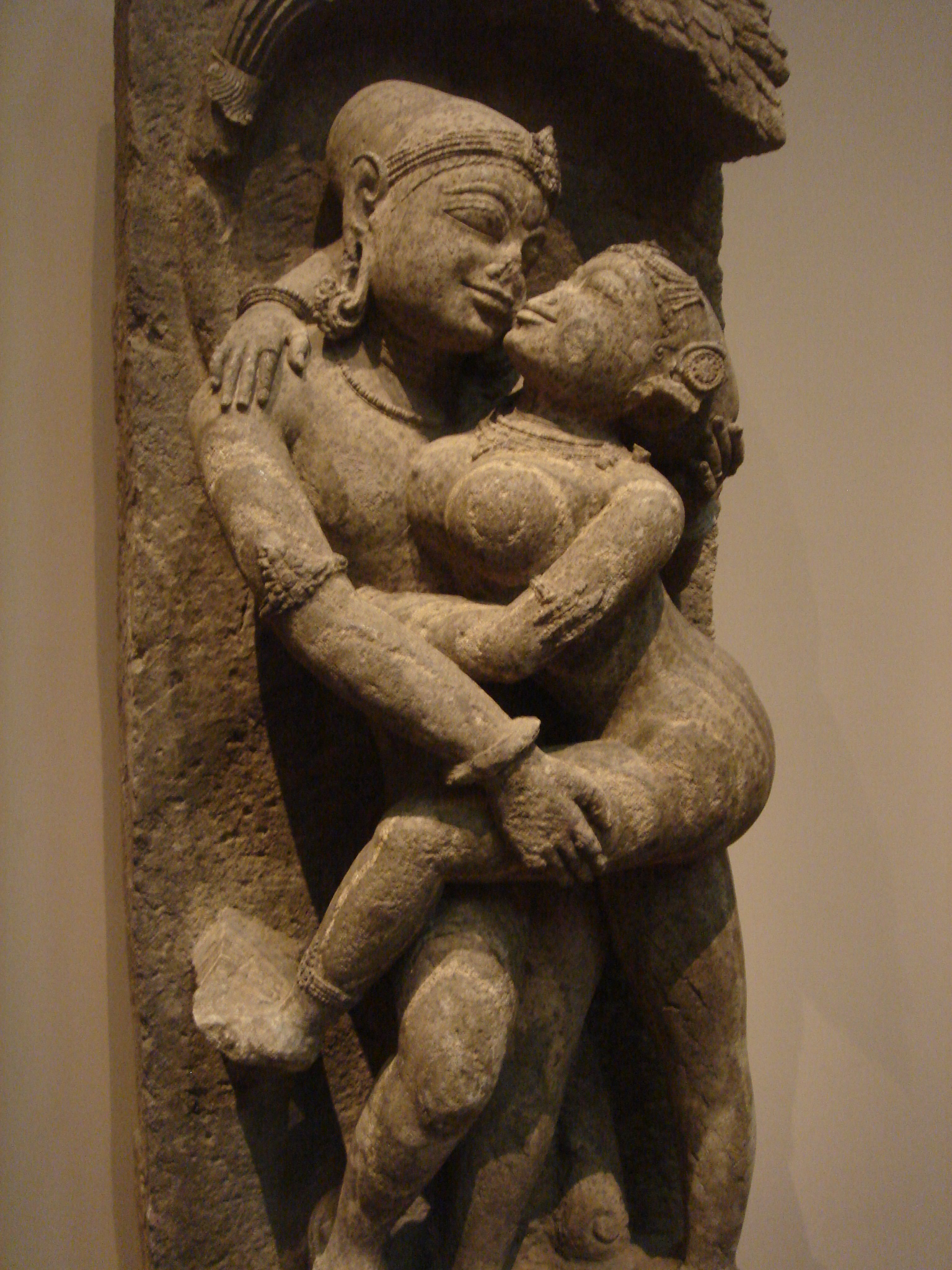
Coppia che esegue il sacro rituale della Maithuna, XIII secolo, Orissa (Dinastia dei Ganga orientale).

La prostituzione sacra (o prostituzione del tempio o prostituzione religiosa) è un rituale sessuale che consiste principalmente in un rapporto sessuale o in un'altra attività di tipo erotico svolta nel contesto del culto religioso predominante, in prevalenza all'interno degli stessi luoghi di culto, forse come forma di rito di fertilità e del "matrimonio divino" o ierogamia.
Il termine prostituzione in questi contesti risulta improprio alla luce del significato corrente, in quanto non implicava di solito remunerazione monetaria.

## Descrizione
Gli studiosi hanno a lungo considerato tali pratiche come esser di uso comune nel mondo antico, soprattutto nelle civiltà orientali del Vicino Oriente (all'interno della civiltà babilonese, tra i fenici e gli abitanti dell'Assiria), ma non mancano attestazioni in Grecia (a Corinto; cfr. Strabone, Geografia, VIII, 378) e altrove (a Erice; cfr. Cicerone, Divinatio in Caecilium, 55): del resto, il verbo greco-antico κορινθιάζομαι [pr. korinthiàzomai] significava "frequentare prostitute". Tuttavia alcune tra le ricerche più recenti hanno messo in discussione quest'immagine, dubitando in parte dell'effettiva affidabilità delle fonti antiche.
Alcuni preferiscono il termine "sessualità sacra" (in riferimento ad una qualche forma di magia sessuale) per indicare la prostituzione sacra, nei casi in cui non fosse coinvolta una qualche forma di pagamento per i servizi offerti; ma spesso i riti di accoppiamento sacro venivano celebrati dietro versamento di una piccola somma di denaro: tutto quanto veniva offerto era accumulato con il tesoro del tempio, di cui entrava a far ufficialmente parte.
Il termine greco hierodoulos o "hierodule" è a volte stato preso ed interpretato per significare "prostituta sacra", ma è più probabile che invece esso si riferisca ad un ex-servitrice, liberata dalla sua condizione precedente di schiavitù per essere "dedicata" ad un dio: la ierodulia è difatti la "condizione di dipendenza da un'istituzione templare". Anche il termine ebraico "qedesha", infine, è spesso tradotto come "prostituta del tempio". La prostituzione sacra è menzionata anche nella Bibbia (Nel libro del Deuteronomio, il quinto testo sacro della Torah ebraica e della  Bibbia Cattolica., in 23, 18-19), dove viene stabilito il divieto per gli uomini e le donne (tra i figli di Israele) di prendere parte a tale pratica.
La motivazione principale che diede origine e impulso alla pratica di una forma sacrale di prostituzione era il tentativo di immagazzinare l'energia vitale: nel tempio, il sacerdote (a volte il fedele stesso) si univa carnalmente alla sacerdotessa, celebrando con la loro unione un rito inneggiante alla Dea dell'amore (Ishtar, Afrodite e altre ancora similari divinità dell'amore) in modo tale da propiziare la fertilità delle donne appartenenti alla comunità e, indirettamente insieme ad essa, anche la prosperità economica generale della società stessa.
La rievocazione simbolica di una ierogamia (o "matrimonio sacro") e dell'unione dell'umanità con la divinità era un rito di fertilità, che si praticava in connessione con un rituale del tempio preposto. Ne erano spesso protagoniste fanciulle vergini di buona famiglia, oppure anche schiave, o sacerdotesse del tempio, che nella maggior parte dei casi si univano carnalmente a dei perfetti estranei. Sulle origini dell'usanza e sulle caratteristiche che assumeva nelle diverse località in cui veniva praticata sussistono molti punti oscuri: alcune di queste località, tra le più celebri, erano la Fenicia, Corinto, Erice (in Sicilia) e Locri in Magna Grecia.

## Vicino Oriente antico

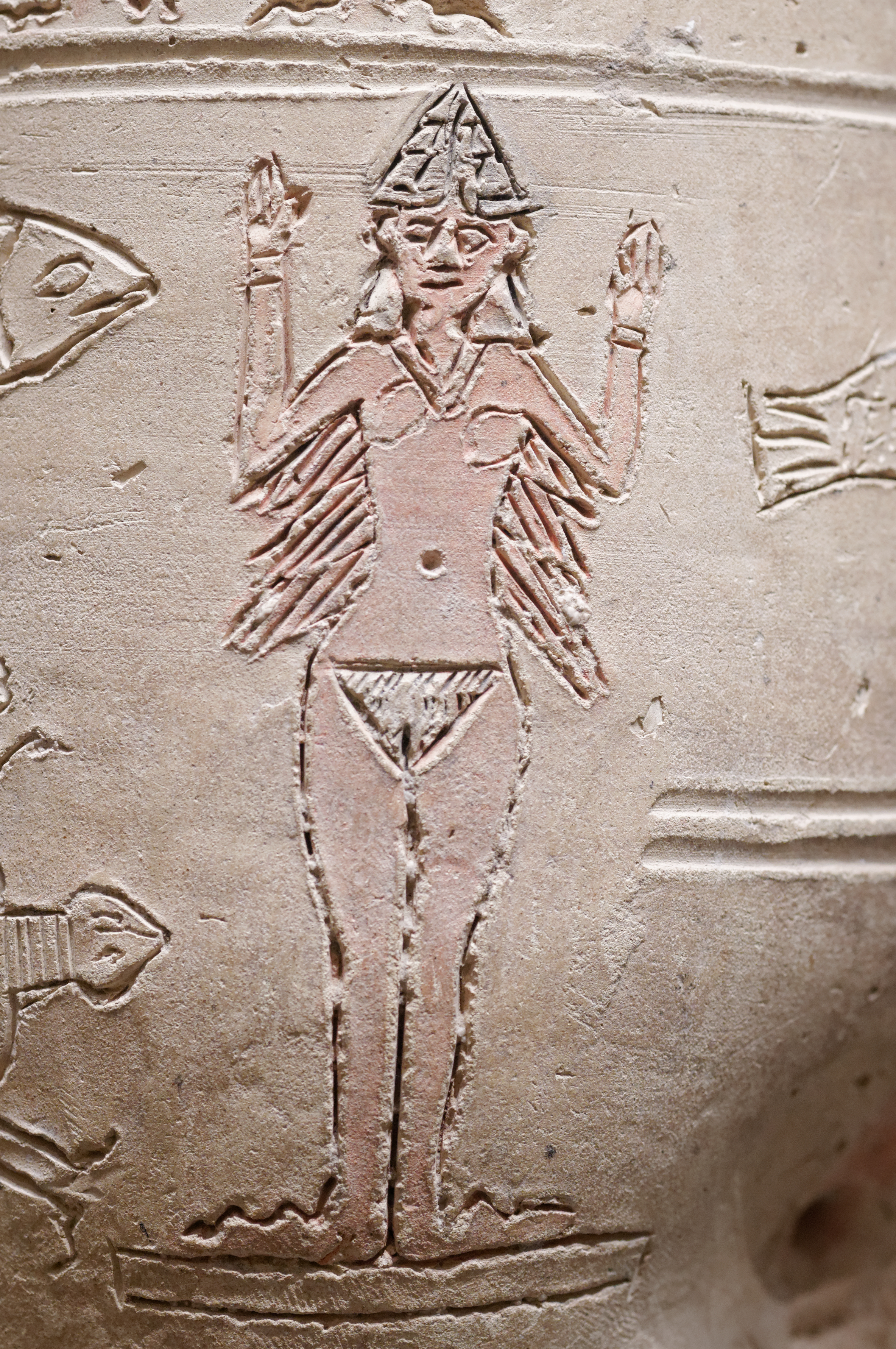
Particolare dal cosiddetto "vaso di Ishtar"; la Dea viene raffigurata con indosso il cerimoniale copricapo della Somma Sacerdotessa e col pube prominente.
Terracotta con decorazione dipinta e incisa, conservata al museo del Louvre.

Nelle società del Vicino Oriente antico erano presenti molti santuari e templi (definiti anche "case del Cielo") dedicati a vari tipi di divinità femminili, soprattutto lungo il corso dei fiumi Tigri ed Eufrate; secondo lo storico greco del V secolo a.C. Erodoto, che ne dà una descrizione dettagliata delle modalità (e che, fatti salvi i particolari, non dovevano differire molto da quelle di altre religioni), i riti compiuti in questi templi includevano anche i rapporti sessuali, quello cioè che gli studiosi più tardi hanno denominato propriamente prostituzione sacra.
Un'usanza babilonese, narra lo storico antico, costringe tutte le donne, almeno una volta nella loro vita, ad avere un incontro intimo con uno sconosciuto all'interno del tempio della Dea dell'amore; vi è una gran moltitudine di donne che vanno e vengono: gli uomini passano e gettando delle monete in grembo alla prescelta la invitano così in nome di Mylitta (il termine assiro per indicare Afrodite). La donna non può mai in alcun caso rifiutare, perché ciò costituirebbe un peccato e una grave infrazione; alcune di queste donne possono rimanere in una tal condizione come servitrici del tempio anche per diversi anni. Vi è infine un costume del tutto simile in alcune parti di Cipro:
(Erodoto, Storie 1.199.)
Un certo numero di altri autori antichi hanno corroborato il racconto di Erodoto. Attraverso la testimonianza da loro data sembra che non solo a Babilonia e nell'isola di Cipro, ma in tutto il Vicino e Medio Oriente, le società antiche abbiano incoraggiato la pratica della prostituzione sacra. L'antropologo britannico James Frazer si è premurato di accumulare citazioni per dimostrare questo fatto inserendole poi in un capitolo della sua opera maggiore intitolata Il ramo d'oro (composta tra il 1890-1915); questo è servito come punto di partenza per diverse generazioni di studiosi. Tuttavia, Frazer ha ottenuto le sue fonti per lo più da autori della tarda antichità (cioè risalenti al 150-500 d.C.), non da testimoni del mondo classico o del periodo ellenistico. Questo pertanto finisce col sollevare alcuni interrogativi sul fatto che il fenomeno della prostituzione templare possa venire generalizzata a tutto il mondo antico, così come gli studiosi precedenti hanno in genere tipicamente fatto.
La ricerca condotta da Daniel Arnaud, Vincienne Pirenne-Delforge, e Stephanie Budin ha rigettato tutta la tradizione accademica che ha definito il concetto di prostituzione sacra, mettendone fortemente in dubbio l'effettiva presenza reale lungo il corso dei secoli. Budin reinterpreta a tal proposito il concetto di prostituzione sacra come un mito, sostenendo che le pratiche descritte nelle fonti semplicemente non sono mai esistite. Una visione più sfumata è invece quella accolta da Pirenne-Delforge, suggerente che il sesso rituale esisteva nel Vicino Oriente, ma non nel mondo greco-romano in epoca classica od ellenistica.
Tradizionalmente vengono distinte due forme principali di prostituzione sacra: la prostituzione temporanea di ragazze non sposate (con varianti come quella della prostituzione per poter procurarsi una dote o come deflorazione pubblica di una sposa), e la prostituzione permanente.
Secondo il noto assiriologo Samuel Noah Kramer, i re di Sumer stabilirono la loro legittimità prendendo parte ad un atto sessuale rituale nel tempio della divinità della fertilità da loro venerata, la loro Dea Ištar; questo si ripeteva periodicamente il decimo giorno di ogni nuovo anno durante le festività primaverili di Akītu.
L'imperatore romano Costantino I (detto "il Grande") chiuse tutta una serie di templi dedicati a Venere o ad altre divinità simili nel IV secolo d.C., come lo storico della chiesa cristiana Eusebio di Cesarea orgogliosamente fa notare.

### Matrimonio sacro

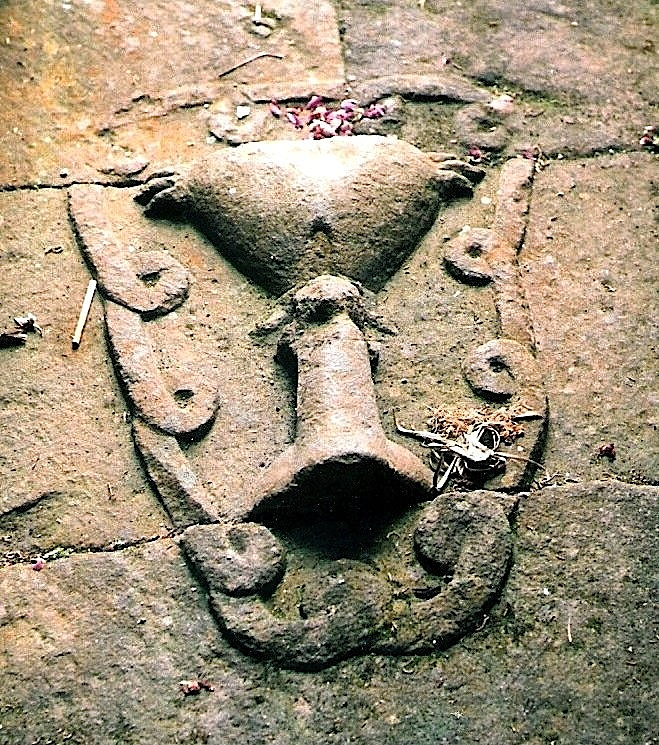
L'unione tra lingam e yoni, facente parte della storia della rappresentazione erotica di Candi Sukuh.

La pratica della prostituzione sacra non è mai stata accuratamente motivata, nelle sue effettive intenzioni, in nessuna cultura del Vicino Oriente antico, nonostante le molte descrizioni popolari di essa. Gli studiosi in generale credono che una forma di "matrimonio sacro" rituale o "hieros gamos" si mettesse in scena tra il sovrano di una città-stato sumera e la Somma Sacerdotessa di Inanna, la dea sumera dell'amore sessuale, della fertilità nonché della guerra, ma non vi è prova certa sopravvissuta per dimostrare che vi fosse incluso anche l'effettivo rapporto sessuale. In tutta la Mesopotamia c'erano molti santuari e templi dedicati a Inanna; il tempio di Eanna, che significa "casa celeste" a Uruk - corrispondente all'odierna Warka e alla biblica Erech - era il più grande di questi.
Il tempio ospitava sicuramente un gran numero di sacerdotesse della dea, ma non vi è alcuna prova che esse o qualsiasi altra donna abbia abitualmente eseguito alcun tipo di servizio sessuale all'interno di un qualsiasi culto.

### Nella Bibbia ebraica

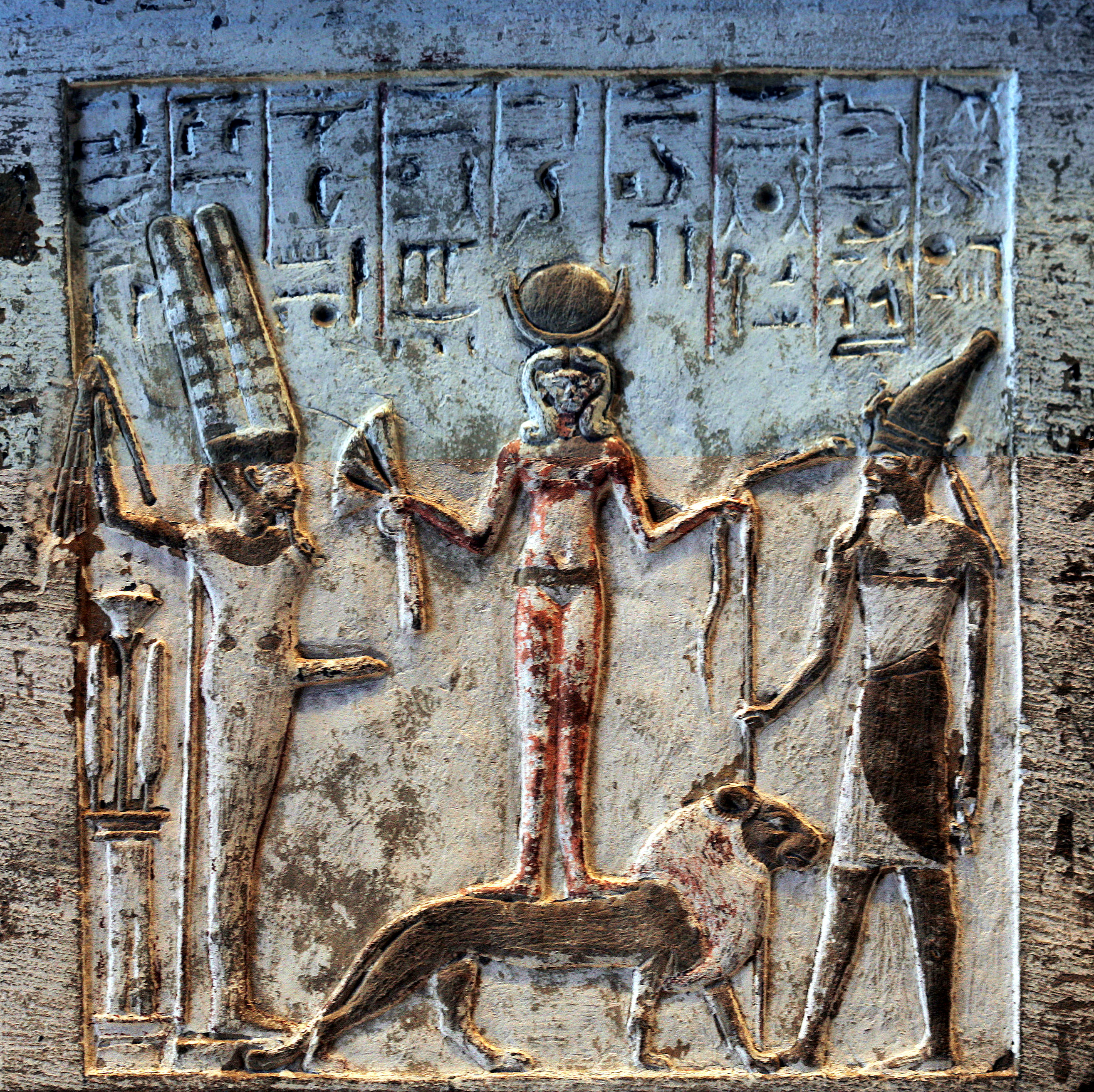
Stele egizia raffigurante Qadesh o "Qetesh", Min e Reshef, tutte divinità associate in qualche modo - secondo la Sacra Bibbia - anche alla prostituzione sacra.

La Bibbia ebraica (o Tanakh) usa due parole diverse per indicare la prostituta, zonah (זנה) e kedeshah (o qedesha) (קדשה). Il termine zonah semplicemente significava una prostituta ordinaria o "donna libera "; mentre la parola kedeshah letteralmente significa "consacrato" (in forma femminile), dalla radice semitica qd-sh (קדש) che significa "santo" o "messi a parte".

Qualunque sia il significato cultuale di una kedeshah per un seguace della religione cananea, la Bibbia ebraica rende chiaro che la prostituzione cultuale non poteva avere posto nel giudaismo. Così la versione ebraica del Deuteronomio 23: 17-18 dice esplicitamente, rivolta ai suoi seguaci:
L'antropologo Stephen O. Murray scrive che i passi biblici riguardanti il divieto di qdeshim (sia femminile che maschile) si ricollegano al paganesimo esistente tutt'attorno a loro, a tutte quelle forme cioè di "culto detestato dai seguaci ortodossi del Signore" Adonai. Celia Brewer Sinclair ha scritto che "le esigenze etiche del patto mosaico vietano di adorare il Signore in licenziosi riti di tipo sessuale (ossia la prostituzione sacra)".
I sacerdoti maschi che si impegnavano nella prostituzione sacra di tipo omosessuale sono stati chiamati Kadesh o Qadesh (letteralmente: un uomo "santo" o consacrato); la parola si è evoluta semanticamente in ebraico antico per assumere col tempo un significato simile ad un cultore della sodomia: mentre la parola ebraica kelev (cane) nella riga successiva può anch'essa significare un ballerino o un uomo dedito alla prostituzione. Alcuni studiosi vedono le ingiunzioni contro i culti stranieri, tra cui la prostituzione maschile sacralizzata, forse come la causa originale di quello che sarebbe poi diventata la condanna dell'intero giudaismo nei confronti dell'omosessualità.
Nel libro di Ezechiele, Oholah e Oholiba appaiono come le spose allegoriche di Dio che rappresentano Samaria e Gerusalemme: sono diventate prostitute in terra d'Egitto, impegnandosi nella prostituzione fin dalla loro più tenera giovinezza. Il profeta biblico quindi le condanna come colpevoli di alleanza sia politica sia religiosa con le nazioni pagane.

### In altri testi
La controparte della sumera Inanna tra gli accadi era Ištar, mentre tra i cananei era Astarte, che i Greci hanno accolto sotto il nome di Afrodite. L'equivalente nell'antica Roma era Venere.
Secondo lo scrittore cristiano del IV secolo Eusebio di Cesarea, i fenici delle città di Aphaca e Heliopolis (l'antica Baalbek, da Baal-Signore) hanno continuato a praticare la prostituzione templare fino all'epoca dell'imperatore Costantino I, quando ne fu impedita la venerazione proibendone qualsivoglia prosecuzione rituale.

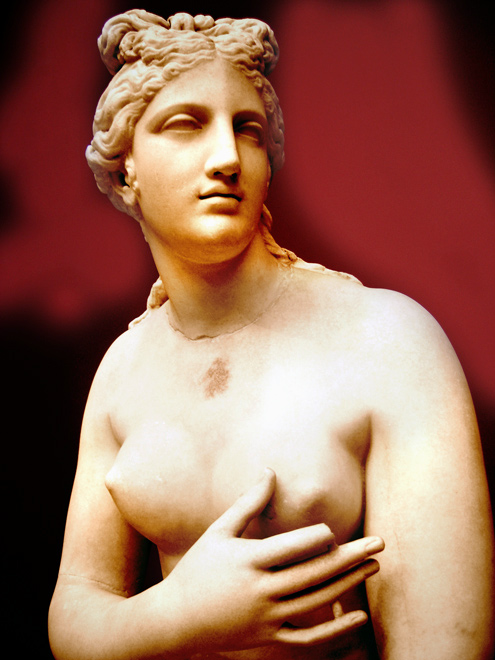
La Dea Greca dell'amore sensuale, Afrodite.

## Antica Grecia
Nell'antica Grecia, la prostituzione sacra era conosciuta con certezza nella città di Corinto, dove il tempio di Afrodite impiegava un numero significativo di dipendenti di sesso femminile, per lo più etere, durante tutto il periodo dell'antichità classica.

## Mondo ellenizzato
Nei territori colonizzati e rimasti sotto l'influenza dell'ellenismo la "prostituzione sacra" era nota, oltre che a Cipro (i greci vi si stabilirono a partire dal 1100 a.C. circa), anche in Sicilia (ellenizzata dal 750 a.C.), nel Regno del Ponto (VIII secolo a.C.) e in Cappadocia (dal 330 a.C. circa).

Nel Secondo libro dei Maccabei 6: 1-4 i governanti greci di Gerusalemme (a partire dal re Antioco IV della dinastia seleucide e regnante in Anatolia ed altri territori del Vicino Oriente) sono accusati di aver dissacrato il Tempio di Gerusalemme e d'averlo trasformato in un tempio dedicato a Zeus Olimpio, di aver quindi portato prostitute (etere) al suo interno ed aver compiuto riti sessuali con loro:

## Asia

### Antica India

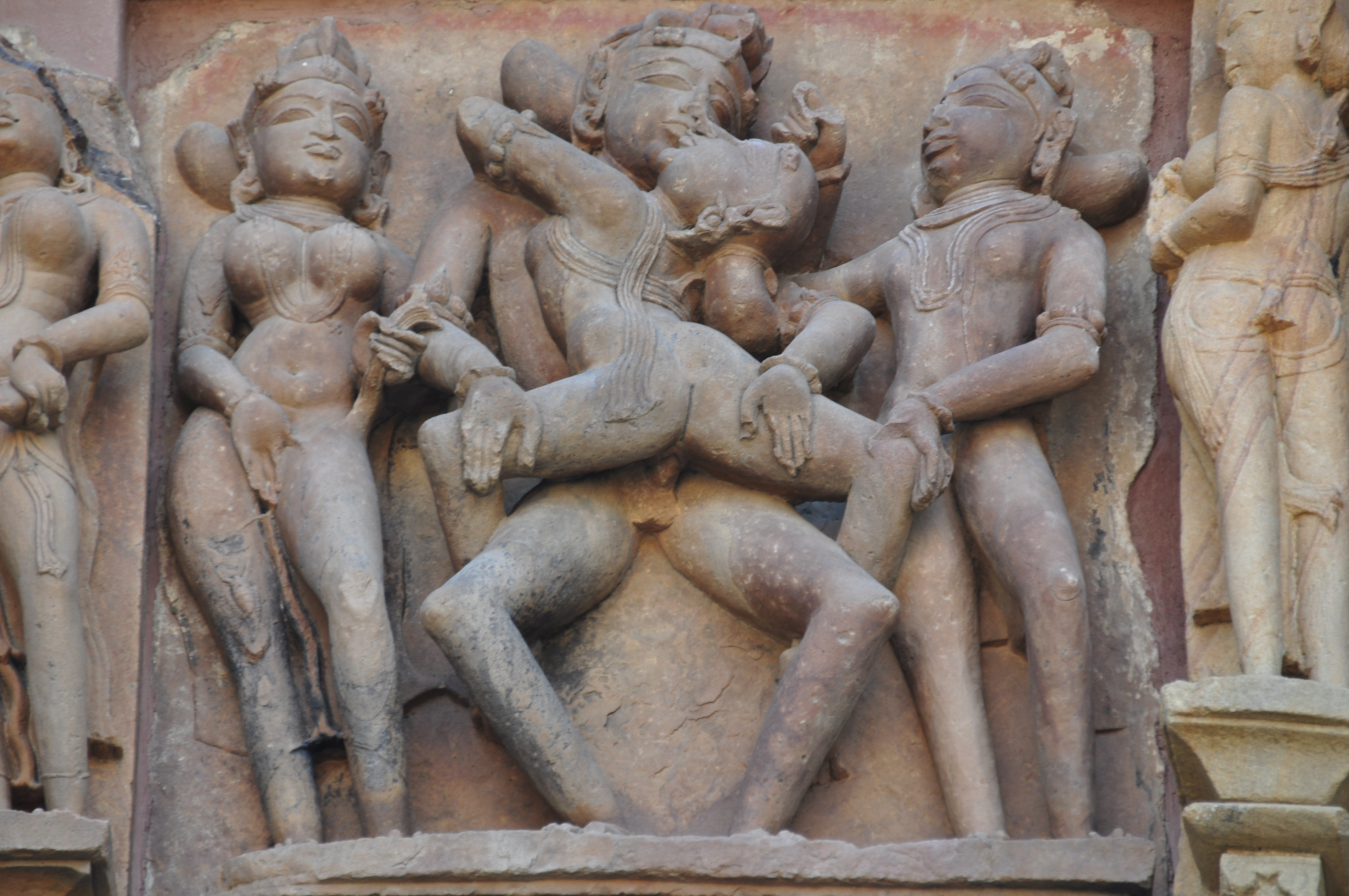
Scene di arte erotica presenti nel Tempio Kaṇḍāriyā Mahādeva facente parte del complesso templare del sito di Khajuraho.

In alcune parti dell'antica India, le donne entravano in competizione per vincere il titolo di Nagarvadhu o "sposa della città". La donna più bella che in tal maniera era stato scelta veniva rispettata e onorata come una Dea, incarnazione di Lakshmi. Ella serviva principalmente come una cortigiana ed il prezzo che esigeva per la danza (comprendente anche canti e musica) di una sola notte era molto alto, a portata di tasca solo per il re, i principi ed i signori di più alto lignaggio.

#### Buddhismo

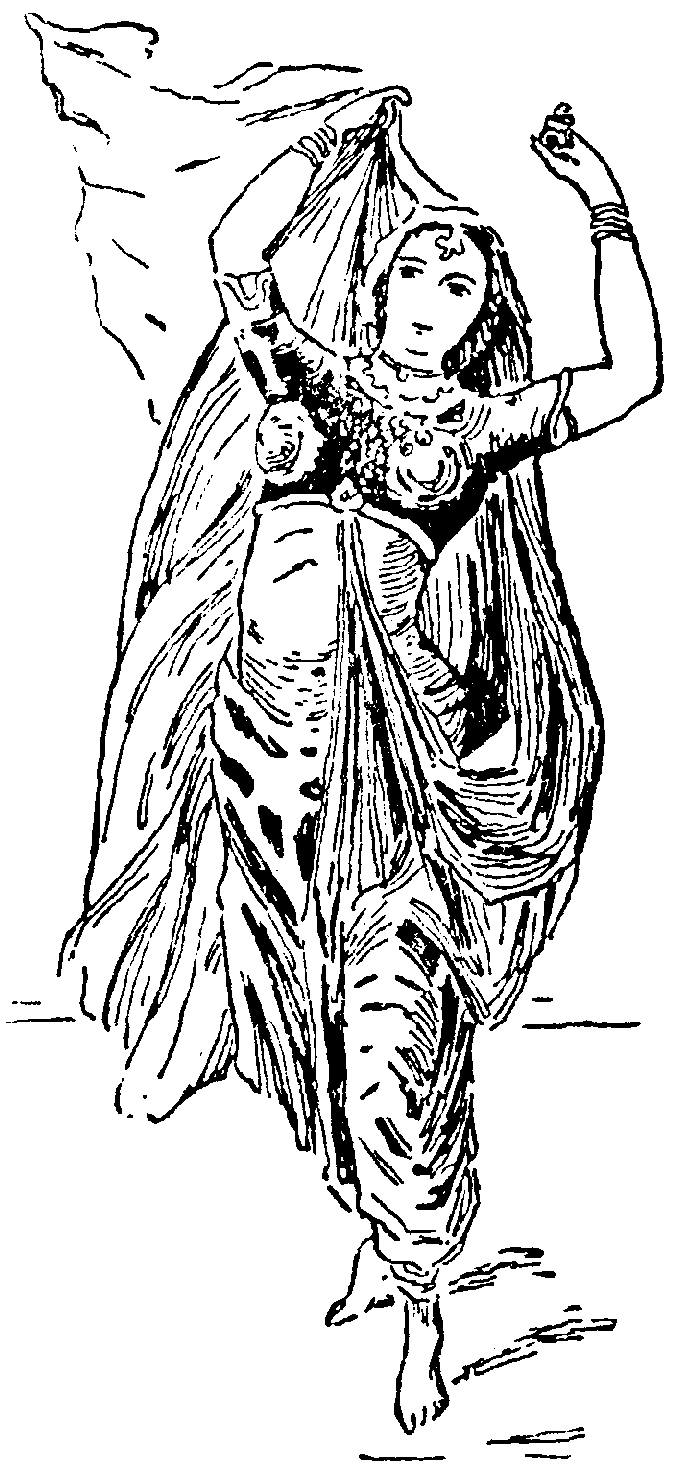
Danza di una Devadasi.

Nel buddhismo tantrico Vajrayana il simbolo dello Yab-yum rappresenta la divinità maschile nell'atto dell'unione sessuale con la propria consorte femminile. La simbologia è associata allo Anuttarayoga Tantra ove la figura maschile viene solitamente correlata alla compassione o "Karuna" e ai mezzi abilitati al percorso di liberazione-Upāya, mentre la parte femminile raffigura la Prajñā (conoscenza e saggezza). In senso più ampio le due figure maschile e femminile in Yab-yum non si riferiscono esclusivamente alla natura organica dei sessi biologici, ma ai caratteri mascolino e femminino dell'energia universale indifferenziata che si manifesta attraverso l'immagine della divinità. Pertanto nella rappresentazione dell'unione sono inclusi potenzialmente tutti gli orientamenti sessuali e le identità di genere, in accordo con il precetto buddhista dell'inconsistenza e dell'intrinseca vacuità del sé. Come scrive Rita M. Gross a proposito della non-dualità dello Yab-yum, gli elementi mascolino e femminino sono:
(Rita M. Gross, "Buddhism After Patriarchy: A Feminist History, Analysis, and Reconstruction of Buddhism", 1993, 198)

#### Induismo
Maithuna è un termine della lingua sanscrita usato nel Tantra e più spesso tradotto come unione sessuale in un contesto rituale.

### Nepal
Quella del Deuki è un'antica usanza praticata nelle regioni occidentali del lontano Nepal, dove una giovane ragazza è offerta per il locale tempio col compito di adempiere ad una promessa fatta in precedenza per ottenere meriti religiosi. La ragazza serve il tempio come prostituta, similmente nelle modalità tradizionali attuate anche dall'indiana devadasi. La pratica oggi è in declino, ma le ragazze vengono ancora in alcuni casi dedicate al tempio con questa funzione. Il bambino di una Deuki è conosciuto come un Devi.

## Maya, Aztechi e Incas
I Maya hanno mantenuto nel corso della loro storia diversi culti religiosi a simbolismo fallico, con una prostituzione templare di tipo omosessuale.
I capi religiosi aztechi erano eterosessuali celibi che s'impegnavano in atti omosessuali tra di loro come pratica rituale religiosa; gli idoli del tempio erano spesso raffigurati impegnarsi in rapporti omoerotici, e il dio Xochipilli (presente nelle culture dei Toltechi e dei Maya) era sia il patrono degli omosessuali che degli uomini che si dedicavano alla prostituzione maschile.
Gli Incas a volte dedicavano giovani adolescenti come prostituti del tempio; i ragazzi venivano vestiti in abiti femminili, cosicché i capi e gli altri uomini più importanti avrebbero potuto intrattenere rituali rapporti omosessuali con loro durante le cerimonie religiose e nei giorni festivi.
Xochiquetzal era adorata come Dea della potenza sessuale, patrona delle prostitute e degli artigiani coinvolti nella produzione di articoli di lusso.
I conquistadores rimasero letteralmente inorriditi dalla diffusa accettazione dell'omosessualità, dell'efebofilia, della pederastia e della pedofilia tra i popoli dell'America centrale e dell'America meridionale; utilizzarono pertanto la tortura, la morte sul rogo, la decapitazione di massa e altri mezzi per sradicare queste forme di pratica religiosa e sociale.

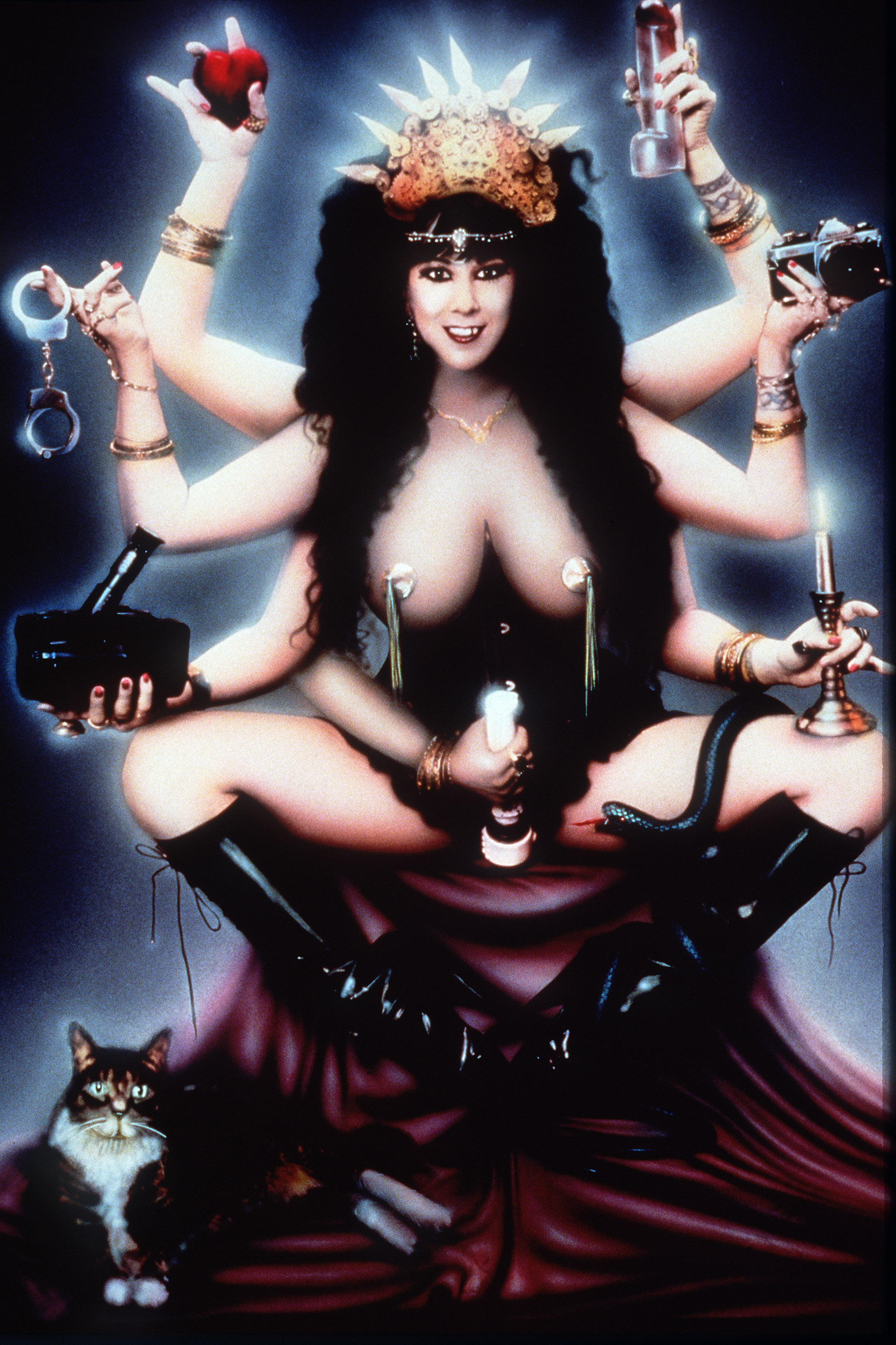
La Neo Sacra Prostituta, di Annie Sprinkle.